# Halina Guzy-Steinke
Halina Maria Guzy-Steinke – polska pedagog, dr hab. nauk społecznych, profesor uczelni i kierownik Katedry Pedagogiki Społecznej Wydziału Pedagogiki Uniwersytetu Kazimierza Wielkiego.

## Życiorys
24 czerwca 1998 obroniła pracę doktorską Edukacja teatralna w szkole podstawowej na przykładzie Bydgoszczy w latach 1995-1997, 16 czerwca 2014 habilitowała się na podstawie pracy zatytułowanej Relacja wzajemności w perspektywie pedagogiki społecznej. Jest zatrudniona na stanowisku profesora uczelni i kierownika w Katedrze Pedagogiki Społecznej na Wydziale Pedagogiki Uniwersytetu Kazimierza Wielkiego.